# パクシュ原子力発電所

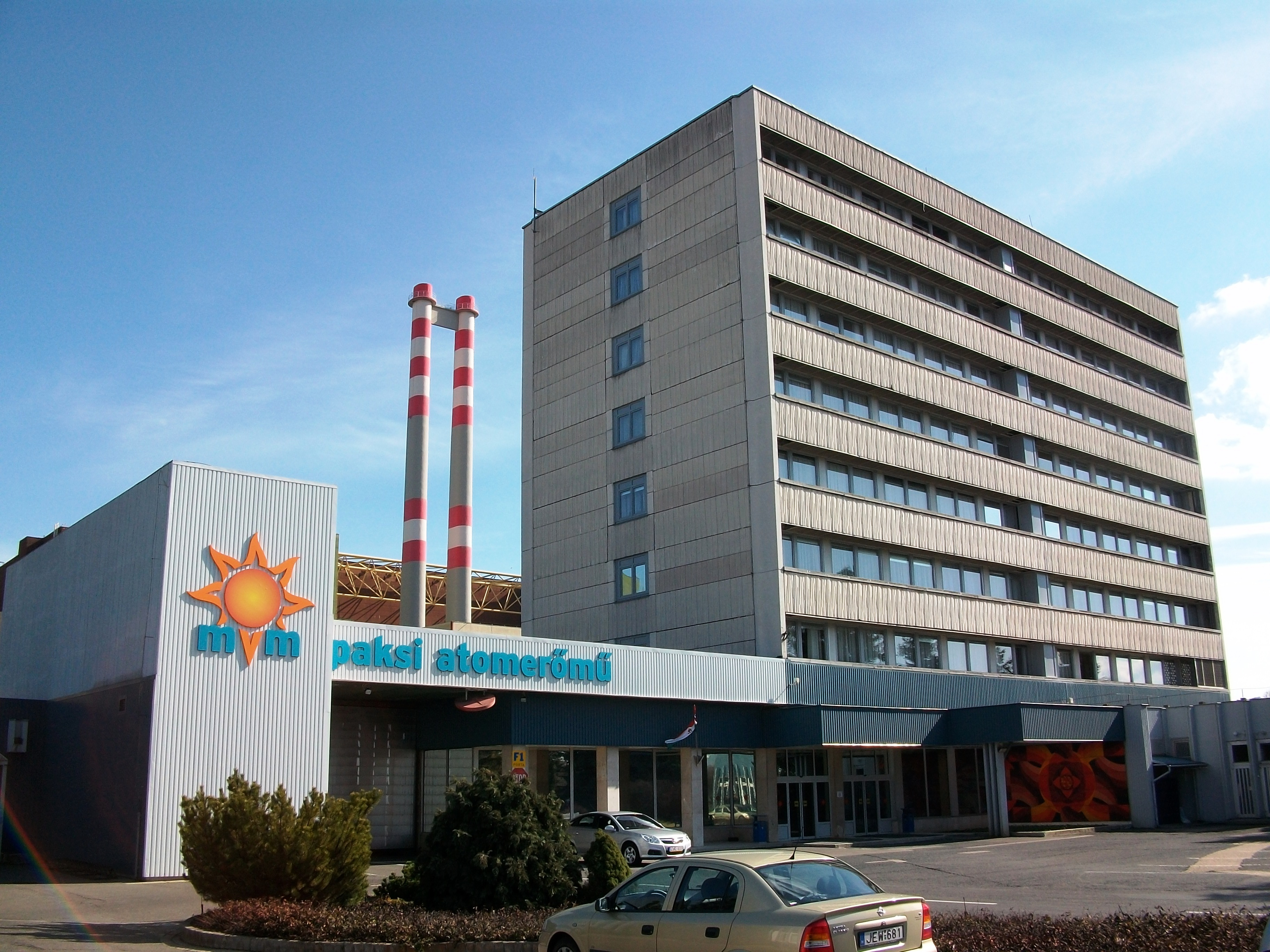
正面玄関

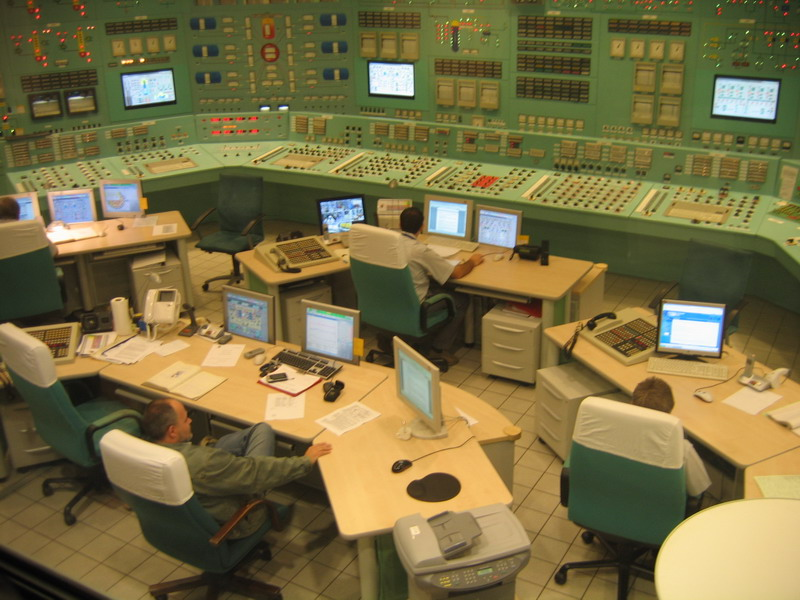
運転室

パクシュ原子力発電所（ハンガリー語: Paksi Atomerőmű、[ˈpɒkʃiˌɒtomɛrøːmyː]）は、ハンガリーのトルナ県パクシュ市から5kmの位置に存在する原子力発電所。ハンガリーで初めての、そして唯一の原子力発電所となっている。4機の原子炉によって国内発電量の53.6%が生産されている。

## 技術的特徴
VVERはソ連で設計された加圧水型原子炉であり、パクシュ原子力発電所ではVVER-440と呼ばれる炉型の原子炉が導入された。VVER-440のV213という形式はソビエトの設計では初めて安全要素が取り入れられたものである。この形式では緊急炉心冷却系や補助給水系が加えられ、事故局地化システムが改良された。
それぞれの原子炉は42トンの低濃縮二酸化ウラン燃料を装荷し、燃料の平均燃焼期間は3年間である。燃焼を終えた燃料棒は隣接する冷却池で最終処分が行われるまで施設内で5年間保存される。核燃料はロシアから供給されている。
発電所の株式はほぼ100% 国有企業のMVMグループ(MVM)が保有しており、地方自治体がいくらかの株式を保持しているものの、発言権はほぼすべてハンガリー政府が握っている。政府はMVMの部分的民営化を計画しているが、セキュリティ上の配慮からパクシュ原子力発電所の株式は国が保持すると発言している。
ジャルノビエツ原子力発電所計画の後、ポーランドからの新型炉購入が検討されたが、開発の遅れからこの計画は放棄された。

## 原子炉
| 原子炉 | 原子炉形式    | 正味発電量 | 総発電量 | 建設開始      | 送電網同期     | 停止        |
| ------ | ------------- | ---------- | -------- | ------------- | -------------- | ----------- |
| PAKS-1 | VVER-440/V213 | 475 MW     | 500 MW   | 1974年6月1日  | 1982年12月28日 | 2032 (予定) |
| PAKS-2 | VVER-440/V213 | 475 MW     | 500 MW   | 1974年8月1日  | 1984年9月6日   | 2034 (予定) |
| PAKS-3 | VVER-440/V213 | 475 MW     | 500 MW   | 1979年10月1日 | 1986年9月28日  | 2036 (予定) |
| PAKS-4 | VVER-440/V213 | 475 MW     | 500 MW   | 1979年10月1日 | 1987年8月16日  | 2037 (予定) |
| PAKS-5 | VVER-1200     | 1114 MW    | 1200 MW  | 2022 (計画)   | 2027 (計画)    | -           |
| PAKS-6 | VVER-1200     | 1114 MW    | 1200 MW  | ???           | 2028 (計画)    | -           |

## 寿命の延長
建設された4機のもともとの寿命は30年とされていたが、この期限は2012年に過ぎることとなった。ハンガリーは国産エネルギー資源に乏しく、この発電所に大きく依存していたため発電所の20年の寿命延長を行うこととなった。2000年、パクシュ原子力発電所は発電所が今後20年の運用を維持できると結論付けた実現可能性調査を認定し、この調査は2005年にも同様の結論で更新された。2005年11月、ハンガリーの議会は超党派の圧倒的多数で寿命の延長を支援する決議を通過した。実現可能性調査は非交換可能な部分は追加20年運用を行うための条件を満たしており、少数の交換可能な部分は交換や改修が必要であると結論付けた。
発電会社は寿命延長に対する世論調査の報告を行い、賛成が70%近くで推移しているとした。
2011年3月の福島第一原子力発電所事故の後、ハンガリー政府は安全性評価のためにストレステストを行うとしたが、寿命延長計画の放棄を意味するわけではなく、寿命延長計画は進められる予定である。
1号機は2012年に2032年まで、2号機は2014年に2034年まで、3号機は2016年に2036年まで、4号機は2017年に2037年までの運転延長がそれぞれ認められた。

## 出力増強
2006年に最適化と近代化、及び燃料の改良によって、4号機の電気出力を500MWまで安全に増加させることが可能となり、2007年には1号機でも改良が行われた。残りの2台も順次改良され、2009年には発電所全体で2000MWeを発電できるようになった。

## 拡大計画
2009年3月30日、ハンガリー国会は投票によって330票の内反対6、棄権10の圧倒的多数の賛成を得て、新原子炉の準備作業を行うことになった。2010年2月26日、国有企業MVMグループは2兆フォリントで開発を開始することを決定した。2011年1月17日、国家開発大臣のフェッレギ・タマーシュはモスクワでロスアトムのセルゲイ・キリエンコとロシアの財務副大臣ドミトリー・パンキン (Dmitriy Pankin) とパクシュ原発の拡張について話した。
2012年6月18日、ハンガリー政府はパクシュ原発の拡張を「国家経済の優先計画」と位置づけ、この情況の中で実際の建設手順を準備するために原子力政府委員会を設立した。委員会は首相のオルバーン・ヴィクトルが率い、国家経済相のヴァルガ・ミハーイ、国家開発相のネーメト・ズザンナの二人が委員となっている
2014年1月14日、原発の拡張工事をロスアトムが請け負うとする協定がズザンナとキリエンコのあいだで締結された。工事費は80%が100億ユーロを上限に、ロシアから融資されることも取り決められた。2019年の工事開始を目指すとされた2基のVVER-1200型原子炉については、2017年3月6日に欧州委員会の許認可が下りた。2017年5月には元原発所長のシュリ・ヤーノシュが第3次オルバーン内閣の無任所大臣に任命され、パクシュ原発の工事の計画、実施および試運転にあたることとなった。
2020年6月30日、ハンガリーの原子力規制当局に建設工事の申請書が提出され、2022年8月26日に許認可が下りた。拡張工事は2032年に完了予定である。

## 事故

### 2003年
2003年4月10日、2号機でINESでレベル3の事故が発生した。事故は原子炉建屋に隣接して位置する燃料冷却池の隣の洗浄槽の水面の10m下にある燃料棒洗浄システムで発生した。原子炉は3月28日に毎年行われる燃料追加とメンテナンス帰還のために停止し、燃料要素が移動中であった。
問題の洗浄システムは、事故以前に蒸気発生器からの腐食性生成物の磁鉄鉱が燃料要素に堆積して冷却材の流れに影響を与える問題が生じていたため、制御棒や燃料要素からほこりと腐食を取り除くために導入された。事故当日、部分的に使用された燃料要素のうち30の6セットがタンクで洗浄中であり、洗浄処理そのものは16時に完了していた。21時50分、洗浄システム上に取り付けられた放射能アラームがクリプトン85の量の急激な増加を検知した。原因は燃料棒集合体の1本から漏れ出していると疑われた。22時30分、建屋と換気煙突の放射線濃度が高まったために原子炉建屋からの避難が始まった。
翌日の2時15分、洗浄容器蓋の油圧ロックが開放されたため、使用済み燃料池や洗浄機のプールの周りで線量が急激に上昇(時間当たり6-12シーベルト)し、短期間で7cmほど水位が低下した。池から採取された水のサンプルからは燃料棒の破損に由来する汚濁が見られた。
洗浄装置の蓋は4時20分にケーブルで巻き上げられる予定であったが、取り付けられた3つのケーブルの内一本が破損しており、これは最終的に4月16日まで動かすことができなかった。
事故は当初INESで2の異常事象とされたが、蓋を成功裏にどけた後の燃料要素損傷のビデオ審査によってレベル3の重大な異常事象に引き上げられた。この映像によって30の燃料要素の大多数の被膜が破損しており、放射性の使用済ウラン燃料ペレットが燃料体から洗浄タンクの底に崩落していることが明らかにされた。放射性物質の一部の漏れ出しによって、中性子減速水のタンクの中のペレットと同様に少量の燃料ペレットが蓄積して臨界事故が起こりえた可能性があった。水1kgあたりホウ酸16gの濃度に上がるまで中性子吸収剤であるホウ酸を含む水がタンクに加えられた。放射性のヨウ素131を除くのを助けるためにアンモニアとヒドラジンも加えられた。
ハンガリー原子力エネルギー機関による調査では、事故の原因は短命の原子核の崩壊熱によるもので、燃料要素の冷却が不十分であったことにあると結論付けられた。冷却は浸水型のポンプによる水循環で維持されていたが、冷却は不十分で、周りでの水蒸気の発生により、水蒸気の冷却により多くの冷却能が利用されたことを通して幾つかの燃料の被膜の破損につながったとされる。調査は幾つかのダメージは恐らく蓋が外れたことでシステムに冷却水が急激に流れ込んで爆発的に上記を生産したことが被膜への熱衝撃の原因となって起きたのではないかとしている。
特筆すべきは、ハンガリー原子力機関がフランスのフラマトム社の技術と知識に過大な信用を置いていることであった。同機関は会社から提供された文書の調査を十分にしておらず、フラマトム社の洗浄装置の設計、生産、運用に関する致命的な設計ミスを見落としていた
煙突を通しての放射性ガスの放出は事故後の数日間続き、ハンガリー原子力エネルギー機関は発電所の隣接地の放射線レベルは通常の10%以内の変化にとどまっていると判断した。しかしながら、原子炉は最終的に2004年の9月に商業運転を再開するまで運用していなかった。

### 2009年
2009年5月4日の停電の間に自己出力形中性子検出器 (SPND) を保持するワイヤが破損し、水中に落下した。この事象はINESでレベル2とされた。全職員は安全に避難を終え、誰も1日の許容放射線量以上には曝されることはなかった。